# Cleistes metallina
Cleistes metallina är en orkidéart som först beskrevs av João Barbosa Rodrigues, och fick sitt nu gällande namn av Rudolf Schlechter. Cleistes metallina ingår i släktet Cleistes, och familjen orkidéer. Inga underarter finns listade i Catalogue of Life.